# Regents Park (Gauteng)
Regents Park é um subúrbio de Johannesburg, na África do Sul. Ele está localizado na Região 9.

## Histórico
O subúrbio está situado na parte de uma antiga fazenda Witwatersrand chamada Klipriviersberg. Foi criado em 1904 e foi nomeado após o Regent's Park de Londres.